# Туре де Тулструп
Туре де Тулструп (на английски: Thure de Thulstrup) е шведско-американски илюстратор.

## Биография
Роден е на 5 април 1848 година като Брор Туре Тулструп в Стокхолм, Швеция. Завършва Кралската военна академия в Стокхолм, след което служи в шведската армия и във Френския чуждестранен легион, включително по време на Френско-пруската война. През 1872 година заминава за Канада, а малко по-късно за Съединените щати. Там той се превръща в един от водещите илюстратори, като публикува в множество периодични издания и в продължение на три десетилетия работи за списание „Харпър'с Уикли“.
Туре де Тулструп умира на 9 юни 1930 година.
- Сватбата на президента Гроувър Кливланд, 1886
- „Обсадата на Гетисбърг“, 1887
- Илюстрация на романа „Отмъщението на Майва“ от Хенри Райдър Хагард, 1888